# Батуев, Николай Александрович
Николай Александрович Батуев (14 [26] ноября 1855, Вятская губерния — 20 апреля [3 мая] 1917, Одесса) — русский учёный и педагог в области анатомии, доктор медицины, профессор, действительный статский советник.

## Биография
Родился 14 (26) ноября 1855 года в городе Малмыж Вятской губернии.
Среднее образование получил в Уфимской мужской гимназии, затем учился в Императорской медико-хирургической академии. В 1879 году после окончания академии начал работать в качестве ассистента в академической клинике профессора С. П. Коломнина.
С 1885 года ассистент, затем прозектор кафедры нормальной анатомии ИМХА. В 1887 году защитив диссертацию на тему «Анатомические и хирургические исследования мочевого пузыря и мочеиспускательного канала» получил степень доктора медицины.
С 1891 года приват-доцент, с 1897 года профессор и первый заведующий кафедрой анатомии Санкт-Петербургского женского медицинского института, создатель музея при кафедре.
С 1900 по 1917 год ординарный профессор анатомии, организатор и руководитель кафедры анатомии Императорского Новороссийского университета, при организации кафедры создал большой анатомический музей, некоторые краниологические коллекции музея (украинских, европейских черепов) по обширности являлись на 1928 год единственными в СССР. В 1911 году был произведён в действительные статские советники.
Умер в Одессе 20 апреля (3 мая) 1917 года. Был похоронен на 1-м Христианском кладбище Одессы.